# Attentats de Bali du 12 octobre 2002
Les attentats de Bali sont un double attentat à la bombe qui s'est produit le 12 octobre 2002 dans la ville de Kuta sur l'île indonésienne de Bali, tuant 202 personnes et en blessant 209 autres. La plupart des victimes étaient des touristes étrangers, principalement australiens. Cette attaque est considérée comme l'attentat le plus meurtrier de l'histoire de l'Indonésie.

## L'attentat

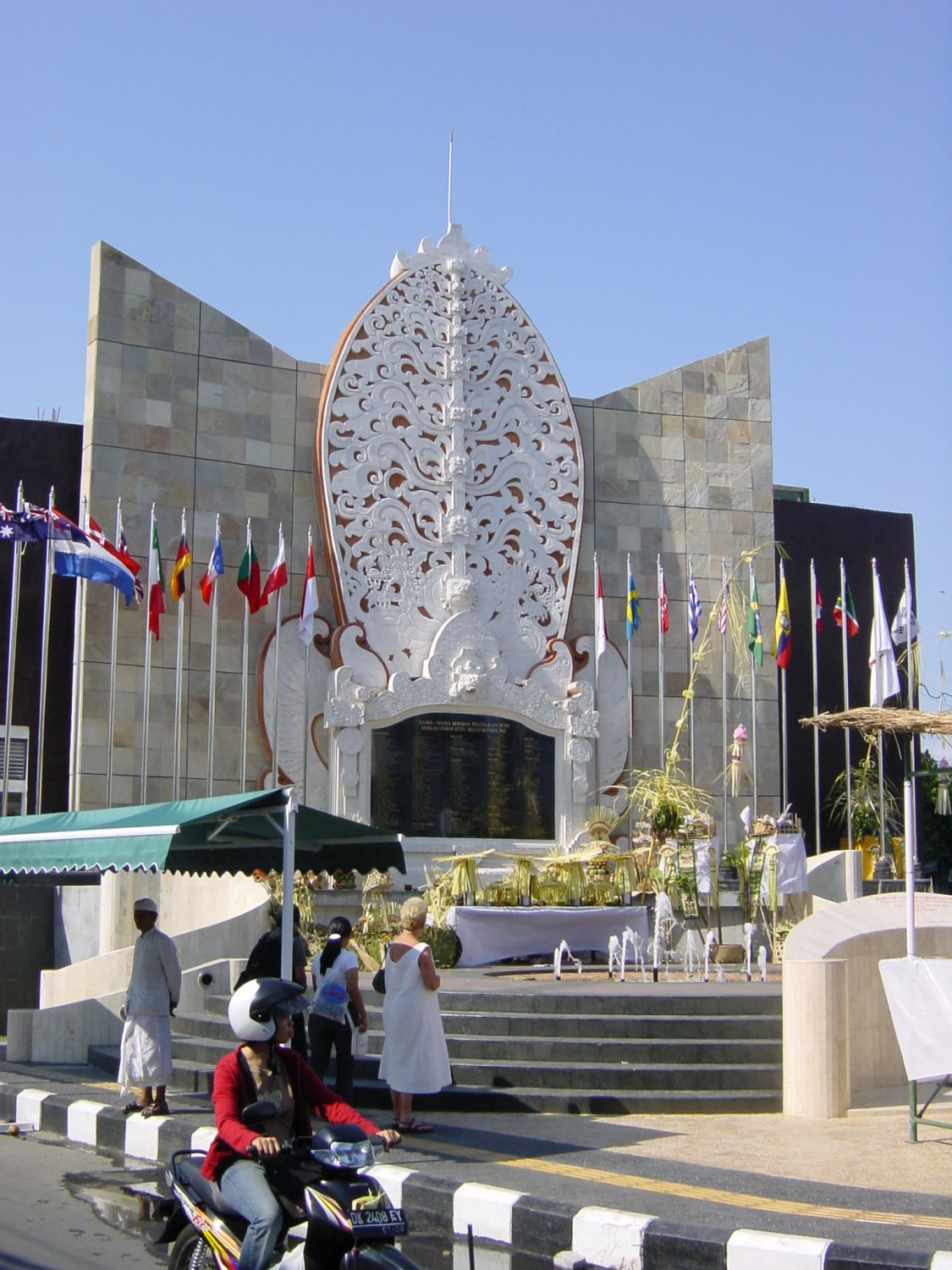
Monument commémoratif.

Le déroulement exact de l'attentat diffère suivant les sources mais, à la suite des aveux d'Imam Samudera, qui a reconnu être le dirigeant des terroristes de Bali, une version plus détaillée a été obtenue. 
Le 12 octobre 2002 à 23 h 05 (15 h 05 UTC), un kamikaze, qui est identifié plus tard sous le nom d'Iqbal par analyse ADN, pénètre dans le Paddy's Pub équipé d'un sac à dos contenant des explosifs. Iqbal déclenche alors sa bombe de faible puissance. Cette première explosion cause 8 morts et crée un mouvement de panique parmi les personnes présentes. C'est au moment où elles sont en train d'évacuer le Paddy's Pub, quelques secondes après la première explosion, qu'une camionnette blanche Mitsubishi bourrée d'une tonne de nitrate d'ammonium ou de C4, de RDX et de Semtex explose, parquée devant le Sari Club, une boîte de nuit située en face de la rue moderne de Legian Street. Cette explosion beaucoup plus puissante se révèle la plus meurtrière et provoque plus de 180 morts directement par l'incendie qui s'ensuit et par le choc de l'explosion - lequel va jusqu'à réduire en morceaux une plaque en béton armé et créer un cratère dans un sol bitumé.
Une rumeur est lancée sur l'usage d'une microbombe nucléaire mais sans qu'aucune trace de radiation n'ait été décelée et une polémique suit les recherches du journaliste Robert Finnegan, finalement poussé à quitter le pays.
Deux mois plus tard, le gouvernement australien finit par justifier vis-à-vis d'une opinion, d'abord très réticente, la nécessité de s'allier à la politique américaine de frappes préventives contre l'Irak.
| Nationalité   | Mort |
| ------------- | ---- |
| Australien    | 88   |
| Indonésien    | 38   |
| Français      | 4    |
| Britannique   | 24   |
| Américain     | 7    |
| Allemand      | 6    |
| Suédois       | 5    |
| Néerlandais   | 4    |
| Danois        | 3    |
| Néo-Zélandais | 3    |
| Suisse        | 3    |
| Brésilien     | 2    |
| Canadien      | 2    |
| Japonais      | 2    |
| Sud-Africain  | 2    |
| Sud-Coréen    | 2    |
| Équatorien    | 1    |
| Grecque       | 1    |
| Italien       | 1    |
| Polonais      | 1    |
| Portugais     | 1    |
| Taïwanais     | 1    |
| Inconnu       | 3    |
| Total         | 202  |

## La cible
Un bar/pub fréquenté seulement par des touristes, car les « locaux » ne pouvaient entrer sans être accompagnés par des ressortissants étrangers. Celui-ci était beaucoup prisé par les Australiens, Américains et Anglais.

## Suites judiciaires
À ce jour[Quand ?], 33 Indonésiens ont été condamnés pour leurs participations dans l'attentat, dont trois à la peine de mort et quatre à la prison à vie. En août 2004, Abu Bakar Ba'asyir (en), que plusieurs agences de renseignement soupçonnent d'être le leader spirituel de l'organisation Jemaah Islamiyah, un groupe cité comme lié à Al-Qaïda et souvent accusé d'être l'instigateur de cette attaque, est inculpé d'avoir « organisé ou motivé des personnes afin de perpétrer des actes terroristes » ou « fourni de l'assistance ou facilité la réalisation d'un acte terroriste » dans le cadre des attentats de l'hôtel Marriott de Jakarta et de l'attaque de Bali.
Abu Bakar Ba'asyir est libéré le 14 juin 2006 et affirme alors que la deuxième bombe a dû être de fabrication américaine. Il a au total passé quatre ans derrière les barreaux. À sa sortie de prison, il est accueilli par des centaines de sympathisants.
L'un des responsables d'Al-Qaïda, Omar Al-Farouq, qui a planifié les attentats, a été tué le 25 septembre 2006 par l'armée britannique à Bassorah.
Les trois condamnés à mort, Amrozi bin Nurhasyim, Huda bin Abdul Haq et Imam Samudra, ont été exécutés le dimanche 8 novembre 2008.
Dulmatin, l'un des planificateurs de l'attentat, dont la tête a été mise à prix pour 10 millions de dollars américains par le Département d'État des États-Unis et le gouvernement des Philippines a été tué lors d'un raid par l'Unité 88 de la police indonésienne le 9 mars 2010,.
Au début de décembre 2020, la police indonésienne arrête Zulkarnaen, un « haut dirigeant de l'organisation islamiste Jemaah Islamiyah », qui était en fuite depuis 18 ans. Depuis les attentats à l'hôtel Marriott, les États-Unis offraient une récompense de 5 millions US$ pour sa capture.
Umar Patek, considéré comme l'artificier du commando, est condamné en 2012 à vingt ans de prison. Il est libéré dix ans plus tard à la suite d'une réduction de peine. 

## Galerie de mémoriaux

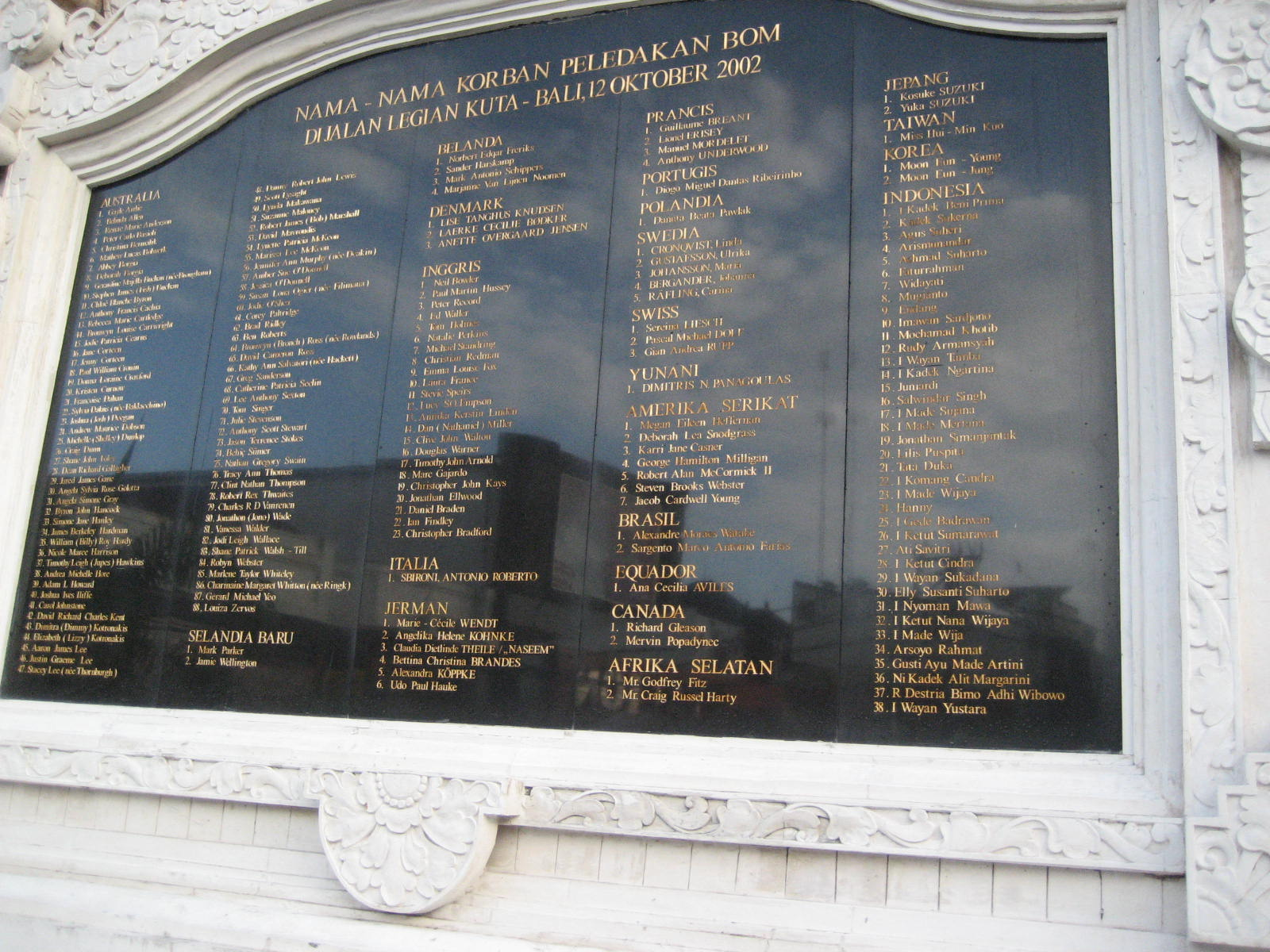
Mémorial à Bali, proche du site
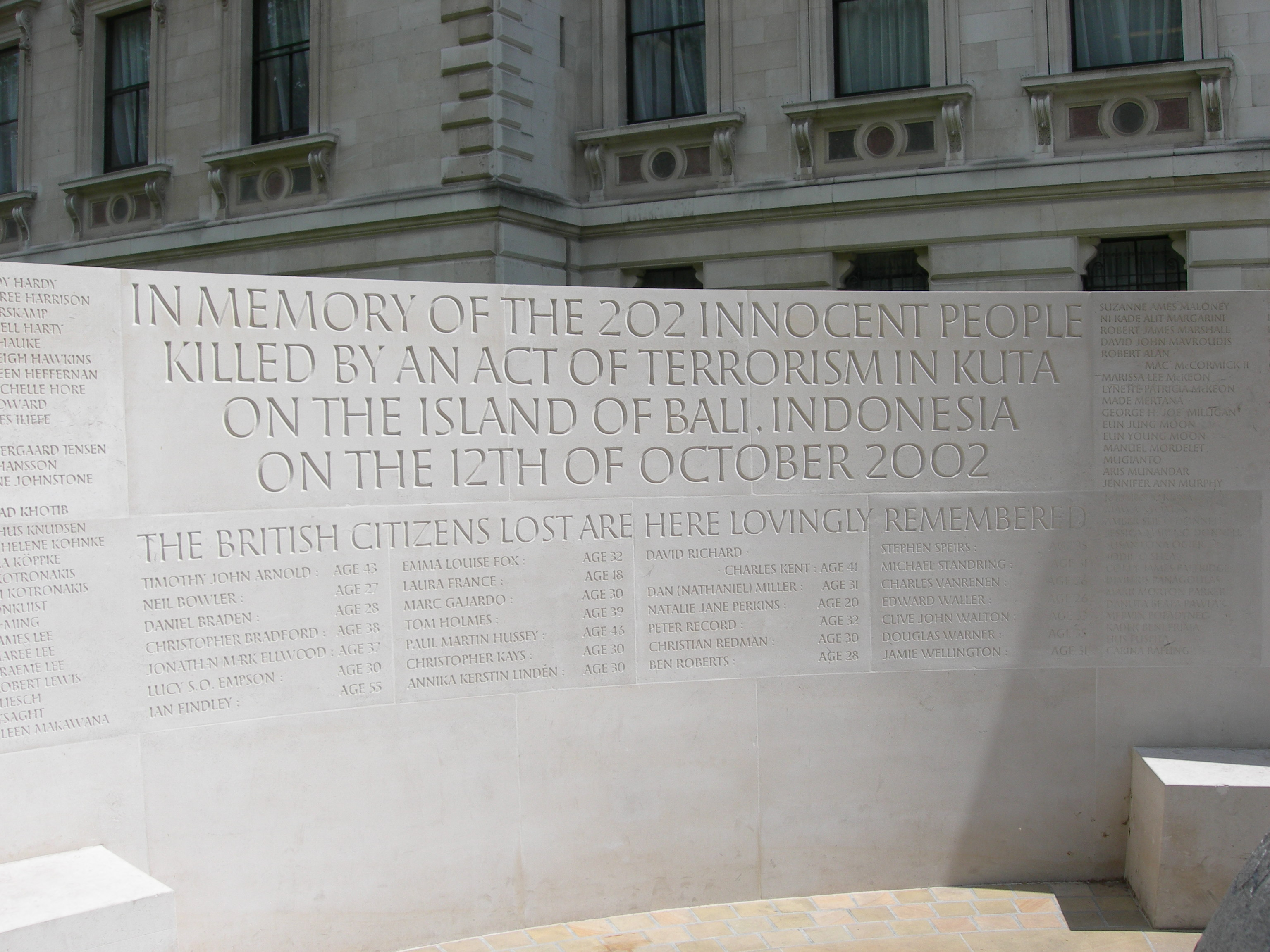
Mémorial sur Horse Guards Road à Londres.
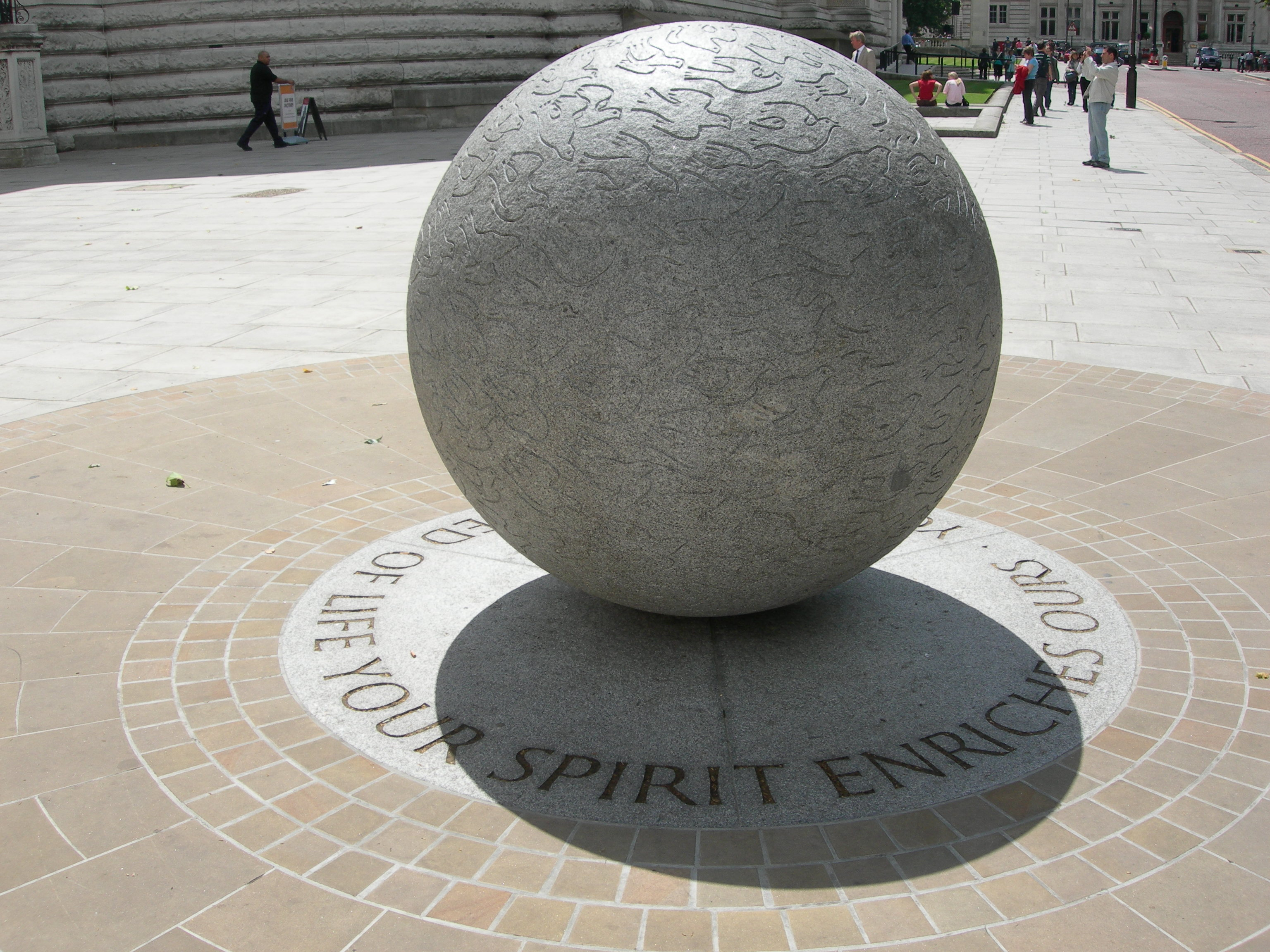
Globe qui forme une part du mémorial à Londres
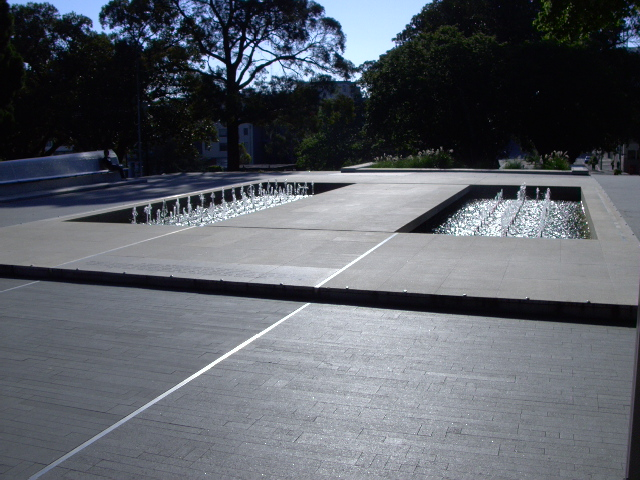
Mémorial sur Swanston Street à Melbourne.
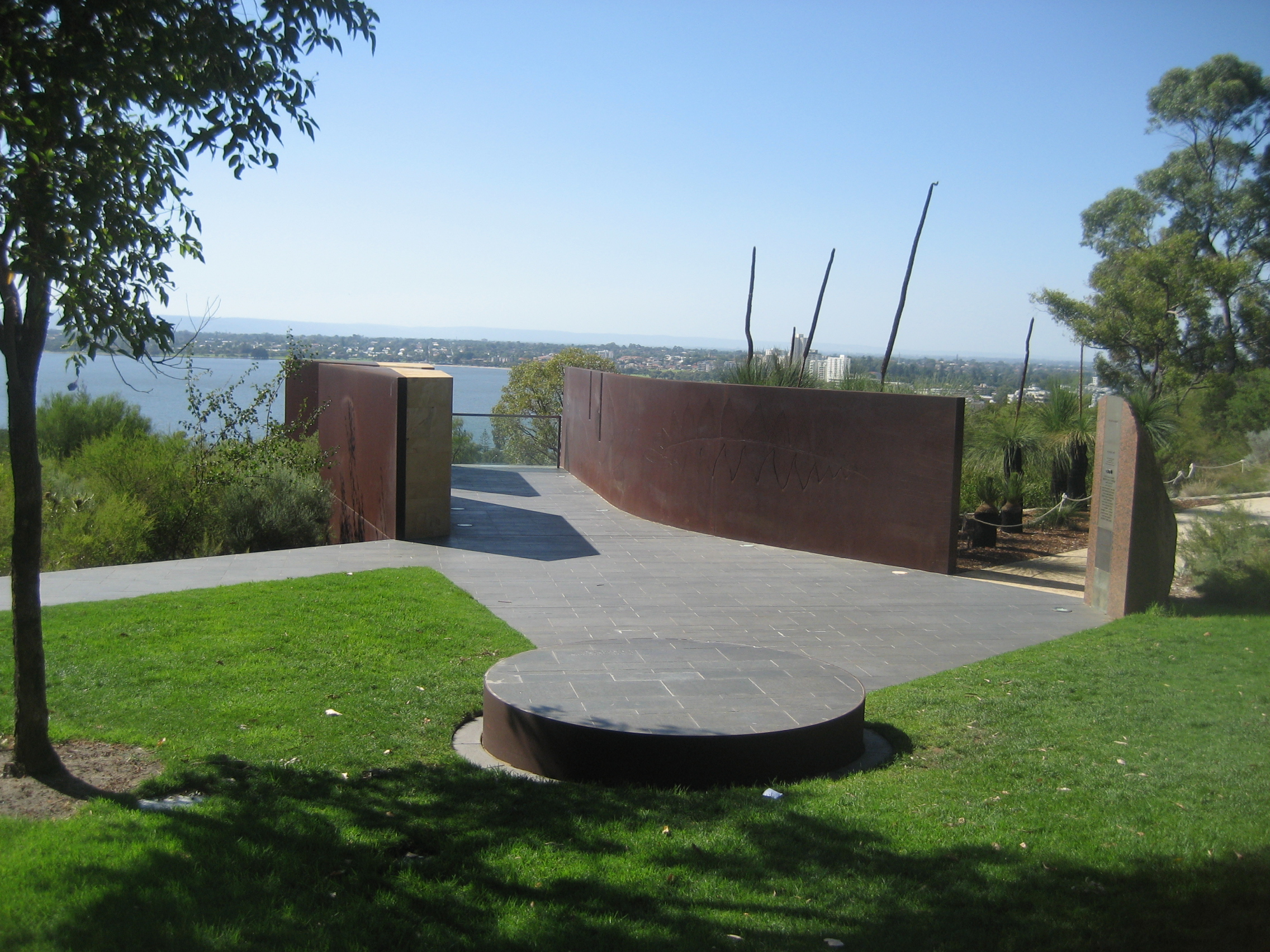
Mémorial dans Kings Park à Perth.

## Filmographie
- L'attentat de Bali 2002, 8e épisode de la 2e saison de La Minute de vérité sur National Geographic Channel, puis sur Direct 8 et sur RMC Découverte.